# Lambulodes sericea
Lambulodes sericea är en fjärilsart som beskrevs av Rothschild 1912. Lambulodes sericea ingår i släktet Lambulodes och familjen björnspinnare. Inga underarter finns listade i Catalogue of Life.